# Лилия прекрасная
Ли́лия прекра́сная, или ли́лия краси́вая (лат. Lilium speciosum) — многолетнее луковичное растение; вид рода Лилия.
Одна из наиболее широко распространенных в культуре лилий.

## Распространение
Юг Японии (Сикоку, Кюсю), Северо-Восточный Китай, Тайвань.
Растет на открытых солнечных склонах сопок и гор на высотах от 50 до 300 метров над уровнем моря, среди травы и низких кустарников, обычно на глинистой почве.

## Биологическое описание

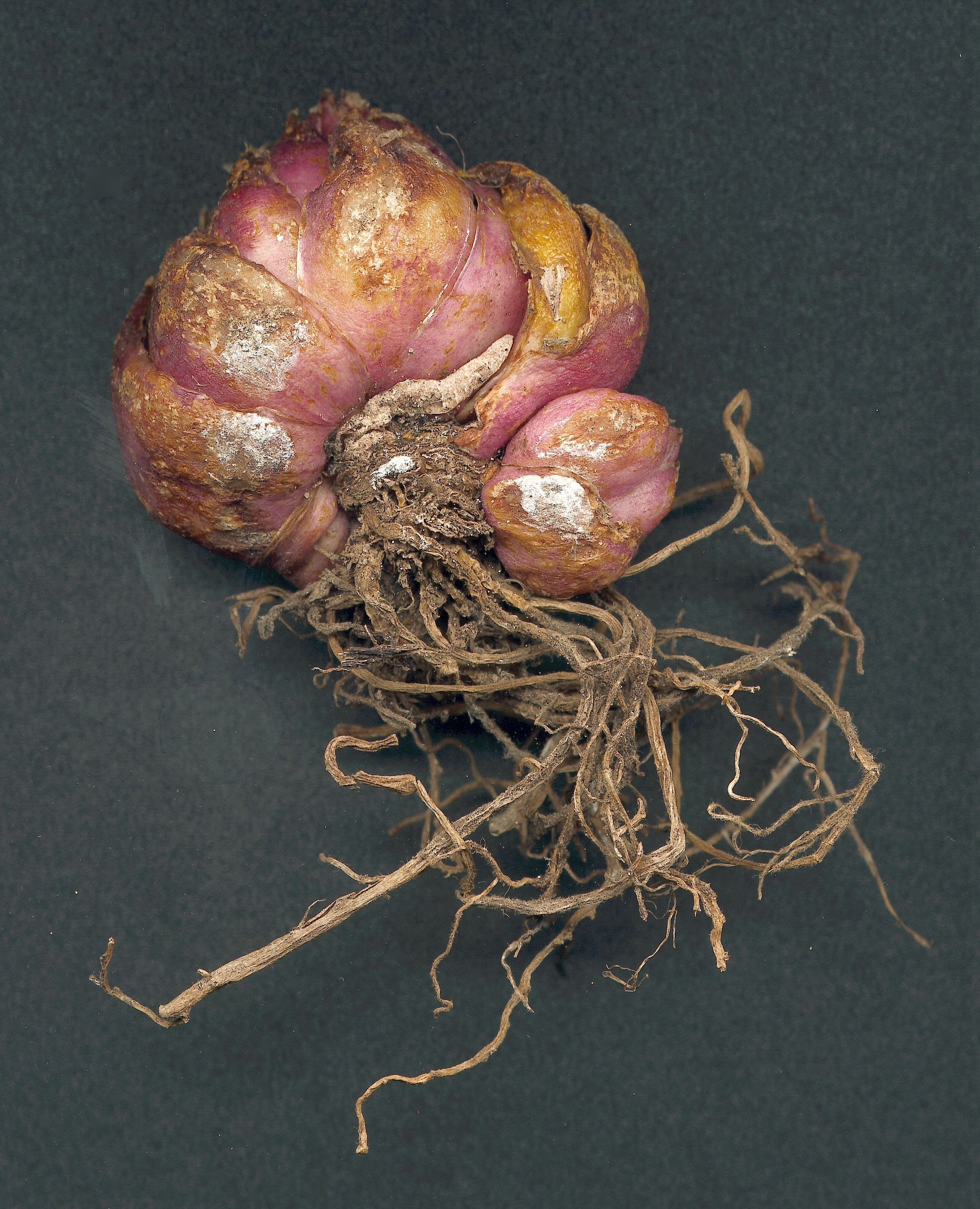
Луковица

Сильно полиморфный вид. Изменчивость охватывает все органы растения, сильнее проявляясь в окраске и степени пятнистости листочков околоцветника (от тёмно-малиновых сильнопятнистых до чисто-белых).
Луковица почти округлая, до 10 см в диаметре, желтовато-пурпурно-коричневая; чешуи свободно покрывают друг друга, ланцетные, в верхней части заострённые.
Высота растений до 200 см.
Стебель прямой, ребристый, зелёный, иногда более или менее густо покрыт тёмно-пурпурными штрихами.
Листья очередные, черешковые, широколанцетные, до 18 см длиной, 6 см шириной, 5—7 нервные.
Соцветия кистевидные, несут 2—20 цветков.
Цветки до 15 см в диаметре, сильно ароматные, чалмовидные, белые, у большинства разновидностей покрыты рельефными карминно-пурпурными пятнышками и штрихами.
Листочки околоцветника длиной 8—10 см, шириной 2,5—4,5 см, с волнистыми краями, от основания до середины с многочисленными, часто окрашенными в карминно-пурпурный цвет сосочками.
Нектароносная борозда на 2—3 см от основания ярко-зеленая, наружные листочки околоцветника оканчиваются зелёным коготком.
Тычиночные нити широко расходящиеся, голые, зеленовато-белые.
Пыльца красно-коричневая.
Рыльце светло-сиреневое.
Коробочка продолговато-овальная, высотой около 5 см, шириной 2,5—3 см.

## Природныеразновидности

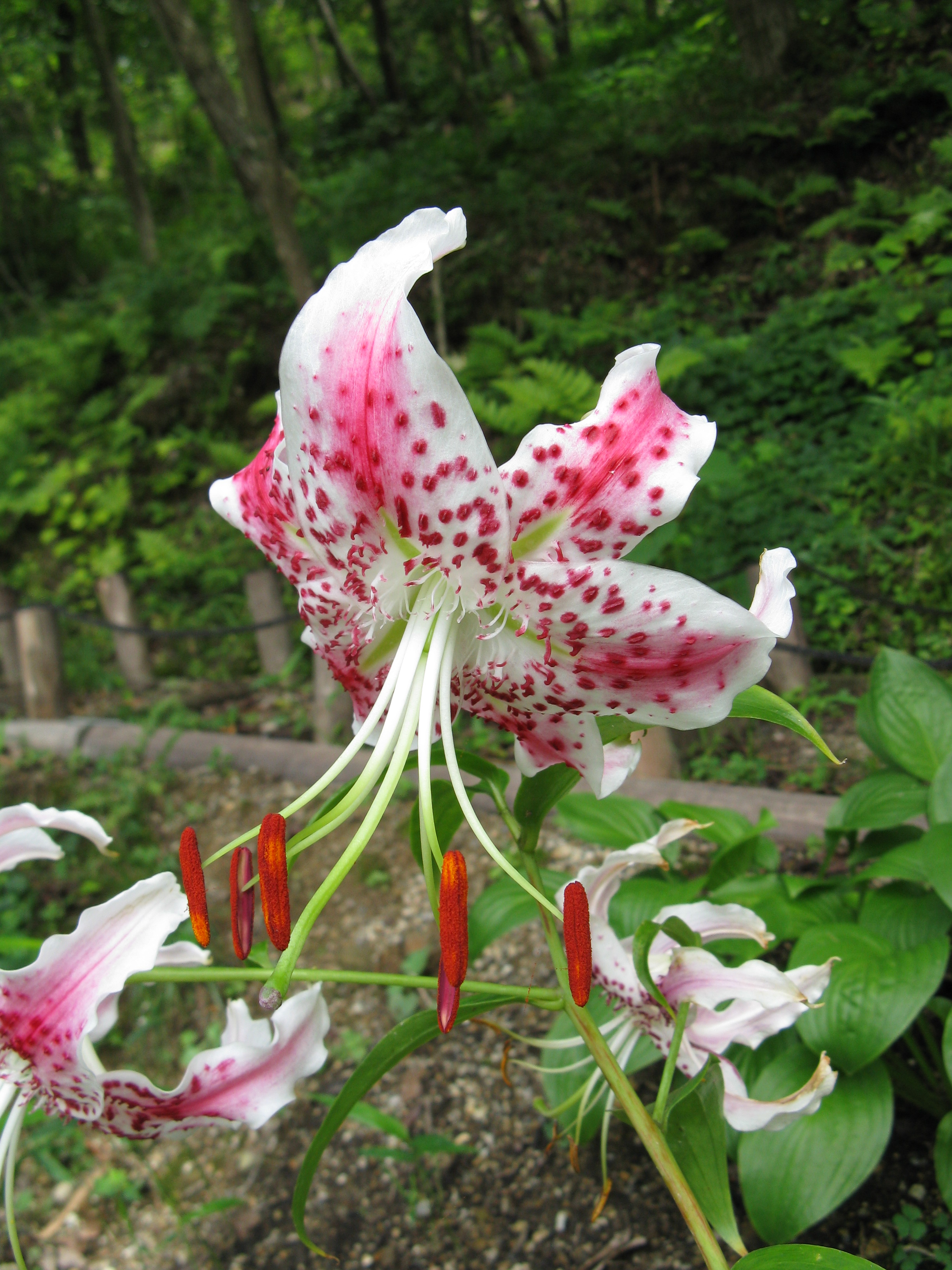
Lilium speciosum var. clivorum (Япония)

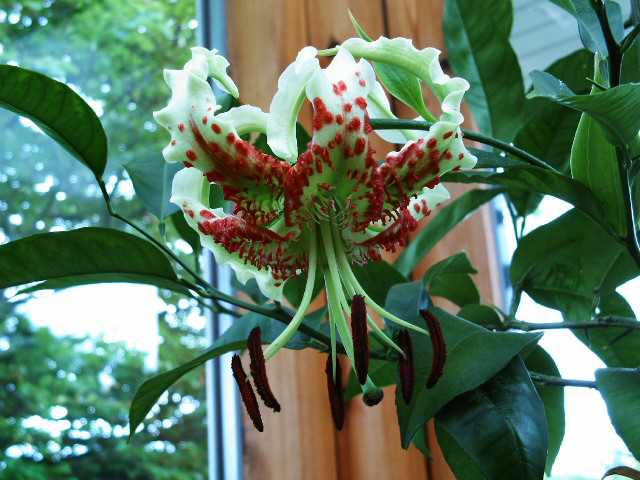
Lilium speciosum var. gloriosoides

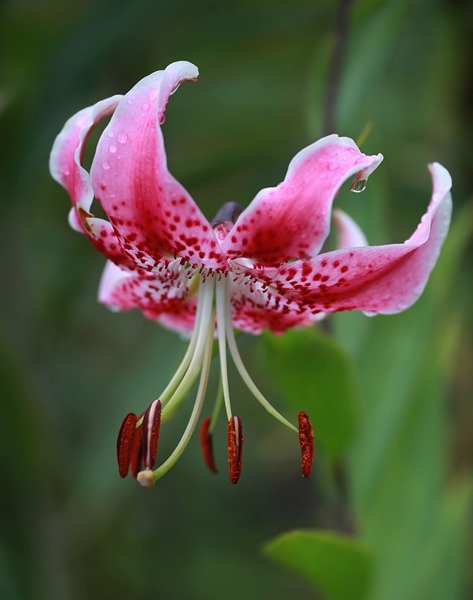
Lilium speciosum var. rubrum

По данным Королевских ботанических садов в Кью:
- Lilium speciosum var. gloriosoides Baker, 1880 — листочки околоцветника с карминными пятнышками, сильно отогнуты назад[2]. Некоторые ботаники рассматривают эту разновидность как отдельный вид — лилия Кониси (Lilium konishii).
- Lilium speciosum var. speciosum

В садоводческой литературе описывается ряд декоративных форм:
- Lilium speciosum f. album-novum Mallet, 1901 — цветки белые без пятен, с широкими листочками околоцветника, пыльца жёлтая.
- Lilium speciosum f. coccineum S. Abe et Tamura, 1956 — цветки малиновые, с белыми краями и тёмными пятнами.
- Lilium speciosum f. compactum S. Abe et Tamura, 1956 — цветоносный побег не выше 50 см, соцветие плотное.
- Lilium speciosum f. concolor S. Abe et Tamura, 1956 — цветки малиновые, лишь по краю белые, с тёмными пятнами.
- Lilium speciosum f. punctatum Courtois, 1844 — цветки белые, пятна розовые, пыльца жёлтая.
- Lilium speciosum f. radiatum S. Abe et Tamura, 1956 — цветки белые с розоватыми штрихами.
- Lilium speciosum f. roseum Masters, 1872 — цветки розовые, пятнистые, пыльца охряная, стебель зелёный.
- Lilium speciosum f. rubrum-punctatum S. Abe et Tamura, 1956 — цветки белые, пятна малиновые, пыльца коричневая.
- Lilium speciosum f. vestale Masters, 1872 (syn.: L. broussartii Morren, 1834; L. speciosum var. tameiomo Sieb. at Zucc, 1836; L. eximium Kunth, 1843; L. speciosum f. kraetzeri Duchartre ex Baker, 1874) — цветки чисто-белые, без пятен, пыльца оранжевато-коричневая, стебель бурый.
- Lilium speciosum var. album Mast. ex Baker. — стебель тёмно-коричневый, цветки белые без пятнышек.
- Lilium speciosum var. roseum Mast. ex Baker. — стебель зелёный, цветки с розовым оттенком и розово-карминными пятнышками.
- Lilium speciosum var. rubrum Mast. ex Baker., 1872 — стебель пурпурно-коричневый, цветки карминно-красные с ярко-карминными пятнышками.

## В культуре
Первое упоминание лилии прекрасной в японской литературе датируется 1681 годом. В 1712 году немецкий натуралист Э. Кэмпфер писал о ней как о растении с великолепными ароматными белыми пятнистыми цветками. Описан вид был Карлом Тунбергом в 1794 году по культивируемым образцам, привезённым из Японии.
В Европу луковицы лилии прекрасной впервые были привезены Филиппом Зибольдом в 1830 году.
В течение многих лет выращивания выделены десятки красиво цветущих форм.
Благодаря высоким декоративным качествам лилия прекрасная одной из первых была использована для гибридизации. К настоящему времени получены десятки сортов с участием лилии прекрасной, объединённых в раздел Восточные Гибриды.
USDA-зоны: с 4a (−31.7 °C… −34.4 °C), по 9b (−1.1 °C… −3.9 °C).
Цветет в конце августа-сентябре.
В открытом грунте может выращиваться только на юге России. В средней полосе недостаточно зимостойка, неустойчива к засухе воздуха и почвы. На зиму рекомендуется укрывать.
Размножение луковичными чешуями, семенами.